# Euxoa segnilis
Euxoa segnilis is een vlinder uit de familie uilen (Noctuidae). De wetenschappelijke naam is voor het eerst geldig gepubliceerd in 1837 door Duponchel.
De soort komt voor in Europa.